# جيمس جي. هيلر
جيمس جي. هيلر (بالإنجليزية: James G. Heller)‏ هو حاخام وملحن أمريكي، ولد في 4 يناير 1892، وتوفي في 19 ديسمبر 1971.